# FIRA Nations Cup 1970-71
La FIRA Nations Cup de la temporada 1970-71  fue la 6° edición con esta denominación y la 11° temporada del segundo torneo en importancia de rugby en Europa, luego del Torneo de las Seis Naciones.

## FIRA Nations Cup
| Lugar | Selección | Partidos | Partidos | Partidos  | Partidos | Puntos  | Puntos    | Puntos | Tabla de puntos |
| Lugar | Selección | Jugados  | Ganados  | Empatados | Perdidos | A favor | En contra | dif.   | Tabla de puntos |
| ----- | --------- | -------- | -------- | --------- | -------- | ------- | --------- | ------ | --------------- |
| 1     | Francia   | 3        | 3        | 0         | 0        | 57      | 19        | 38     | 9               |
| 2     | Rumania   | 3        | 2        | 0         | 1        | 60      | 20        | 40     | 7               |
| 3     | Marruecos | 3        | 1        | 0         | 2        | 11      | 37        | -26    | 5               |
| 4     | Italia    | 3        | 0        | 0         | 3        | 25      | 77        | -52    | 0               |

| Bandera de Francia |
| Campeón Francia    |
| Décimo título      |

## Segunda División

### Grupo A
| Lugar | Selección      | Partidos | Partidos | Partidos  | Partidos | Puntos  | Puntos    | Puntos | Tabla de puntos |
| Lugar | Selección      | Jugados  | Ganados  | Empatados | Perdidos | A favor | En contra | dif.   | Tabla de puntos |
| ----- | -------------- | -------- | -------- | --------- | -------- | ------- | --------- | ------ | --------------- |
| 1     | Checoslovaquia | 2        | 2        | 0         | 0        | 28      | 3         | + 25   | 6               |
| 2     | Yugoslavia     | 2        | 0        | 0         | 2        | 3       | 28        | - 25   | 2               |

### Grupo B
| Lugar | Selección | Partidos | Partidos | Partidos  | Partidos | Puntos  | Puntos    | Puntos | Tabla de puntos |
| Lugar | Selección | Jugados  | Ganados  | Empatados | Perdidos | A favor | En contra | dif.   | Tabla de puntos |
| ----- | --------- | -------- | -------- | --------- | -------- | ------- | --------- | ------ | --------------- |
| 1     | España    | 2        | 2        | 0         | 0        | 23      | 0         | + 23   | 6               |
| 2     | Portugal  | 2        | 0        | 0         | 2        | 0       | 23        | - 23   | 1               |

### Fase Final
| Lugar | Selección      | Partidos | Partidos | Partidos  | Partidos | Puntos  | Puntos    | Puntos | Tabla de puntos |
| Lugar | Selección      | Jugados  | Ganados  | Empatados | Perdidos | A favor | En contra | dif.   | Tabla de puntos |
| ----- | -------------- | -------- | -------- | --------- | -------- | ------- | --------- | ------ | --------------- |
| 1     | Checoslovaquia | 2        | 2        | 0         | 0        | 37      | 18        | + 19   | 6               |
| 2     | España         | 2        | 1        | 0         | 1        | 50      | 12        | + 38   | 4               |
| 3     | Bélgica        | 2        | 0        | 0         | 2        | 12      | 69        | - 57   | 2               |

| Bandera de Checoslovaquia |
| Campeón Checoslovaquia    |
| Segundo título            |